# Sorges-et-Ligueux-en-Périgord
Sorges-et-Ligueux-en-Périgord es una comuna nueva francesa situada en el departamento de Dordoña, de la región de Nueva Aquitania.

## Historia
Fue creada el 1 de enero de 2016, en aplicación de una resolución del prefecto de Dordoña de 21 de diciembre de 2015 con la unión de las comunas de Ligueux y Sorges, pasando a estar el ayuntamiento en la antigua comuna de Sorges.

## Demografía
| Gráfica de evolución demográfica de Sorges-et-Ligueux-en-Périgord entre 1800 y 2013 |
|                                                                                     |

Los datos entre 1800 y 2013 son el resultado de sumar los parciales de las dos comunas que forman la nueva comuna de Sorges-et-Ligueux-en-Périgord, cuyos datos se han cogido de 1800 a 1999, para las comunas de Ligueux y Sorges de la página francesa EHESS/Cassini. Los demás datos se han cogido de la página del INSEE.

## Composición
| Comuna delegada | Código INSEE | Población (2013) | Superficie (km²) | Densidad (hab./km²) |
| --------------- | ------------ | ---------------- | ---------------- | ------------------- |
| Ligueux         | 24239        | 282              | 6.66             | 42                  |
| Sorges          | 24540        | 1305             | 47.38            | 28                  |